# Zamek Žleby
Grad Šumberk
Zamek Žleby (cz. Zámek Žleby, niem. Schloss Žleby) – zabytkowy zamek w mieście Žleby (Czechy).
Pierwsza wzmianka o zamku pochodzi z 1289. Jego budowniczym był Henryk von Lichtenburg. W 1356 warownię kupił Karol IV. Przebudowę obiektu w połowie XV w. przeprowadził Jerzy z Vízmburka. Pod rządami rodu Auerspergów (od 1754) dokonano barokowej przebudowy. W rękach tej rodziny zamek pozostał do XX w. Jednym z właścicieli był książę Vincenz Karol Auersperg (1812–1867).

Do pałacu prowadzi portal w ryzalicie, nad którym znajduje się płaskorzeźba żubra Auerspergów, autorstwa rzeźbiarza Emanuela Maxa (1810–1901) oraz trzy przedstawienia z herbu książęcego Auerspergów: Schönberg z zamku Šumberk (lewy), Frankenstein (środkowy), Gottschee (prawy).

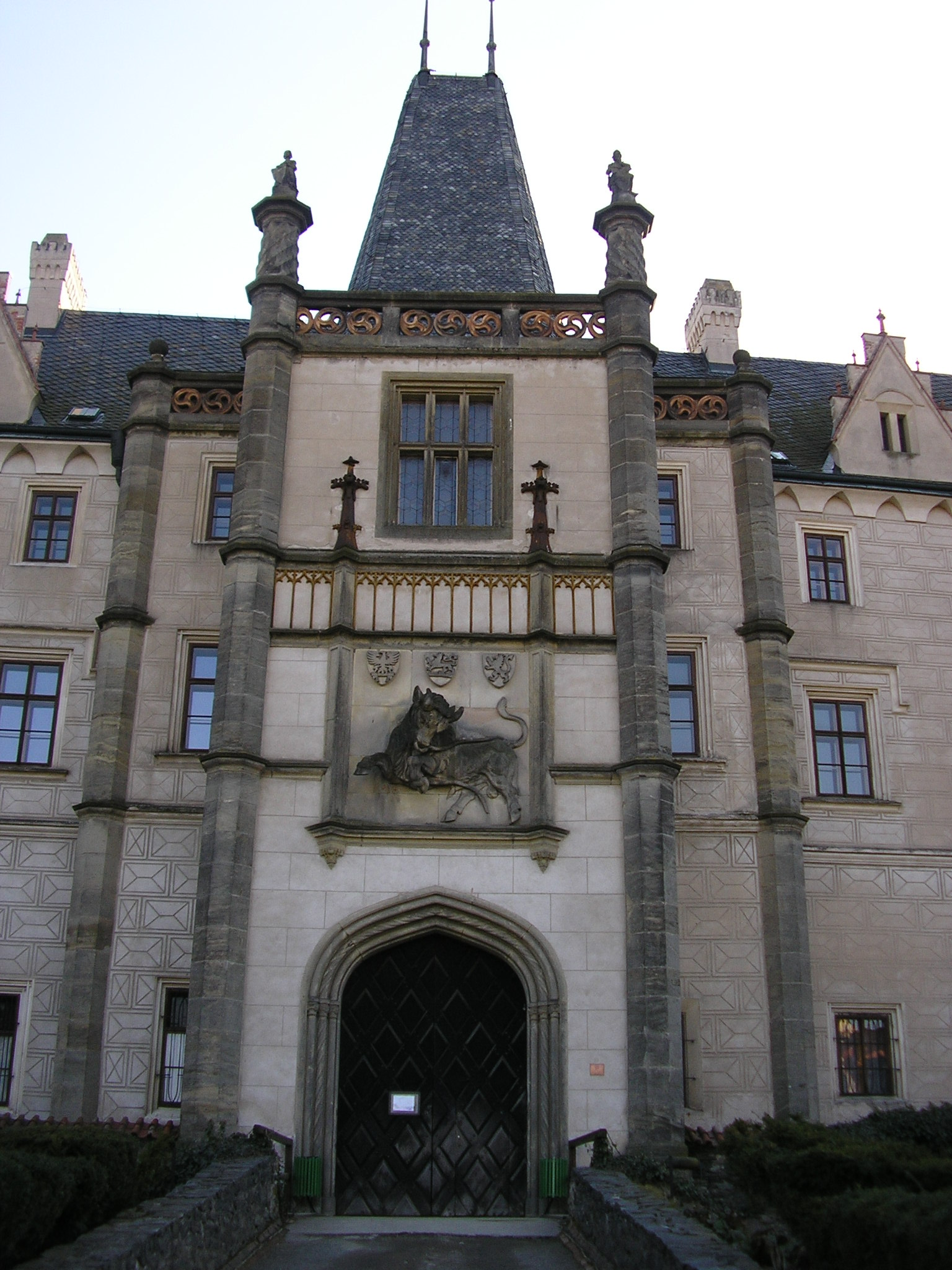
Ryzalit z herbami
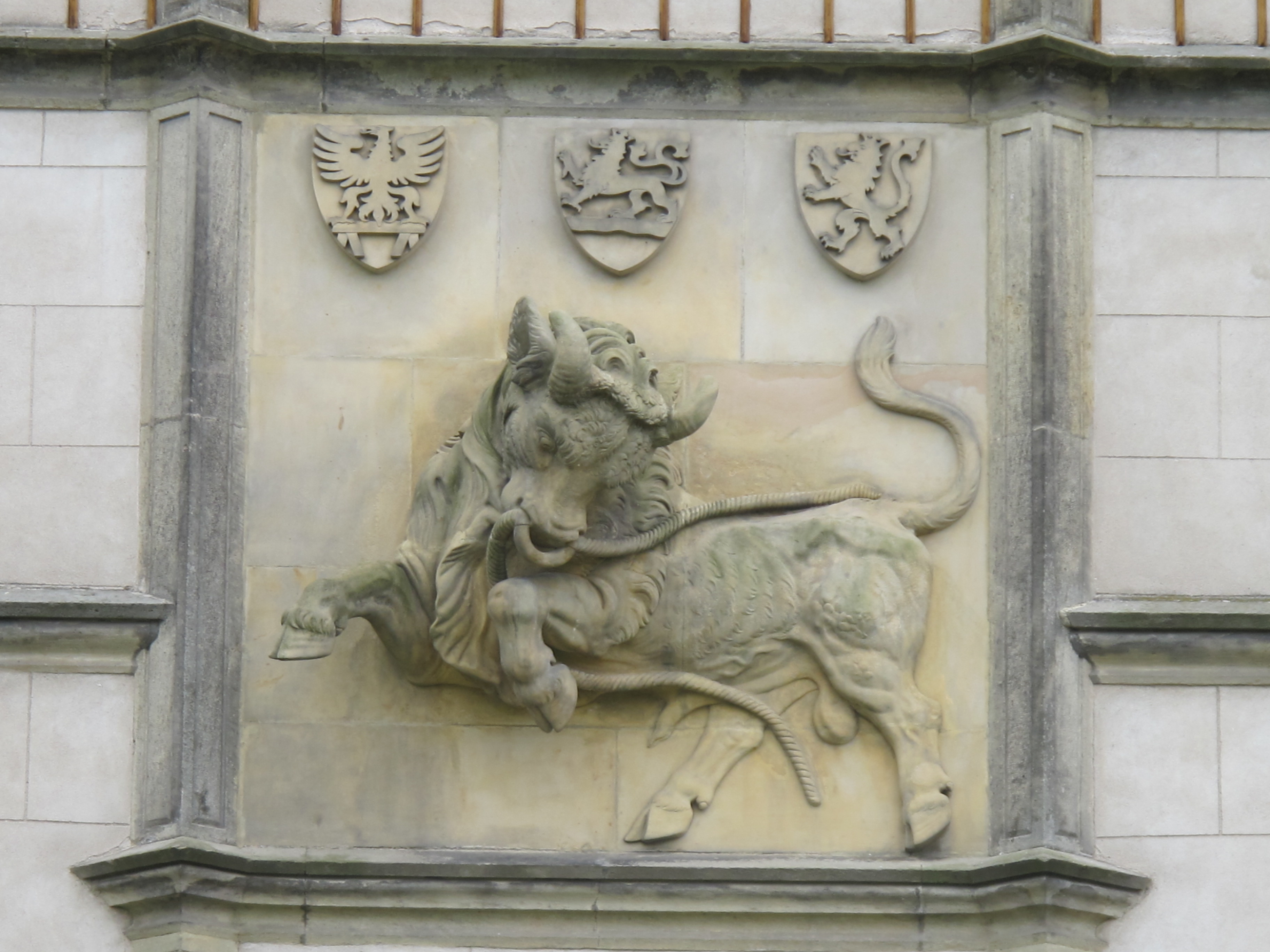
Herby: Schönberg (l), Frankenstein (ś), Gottschee (p)
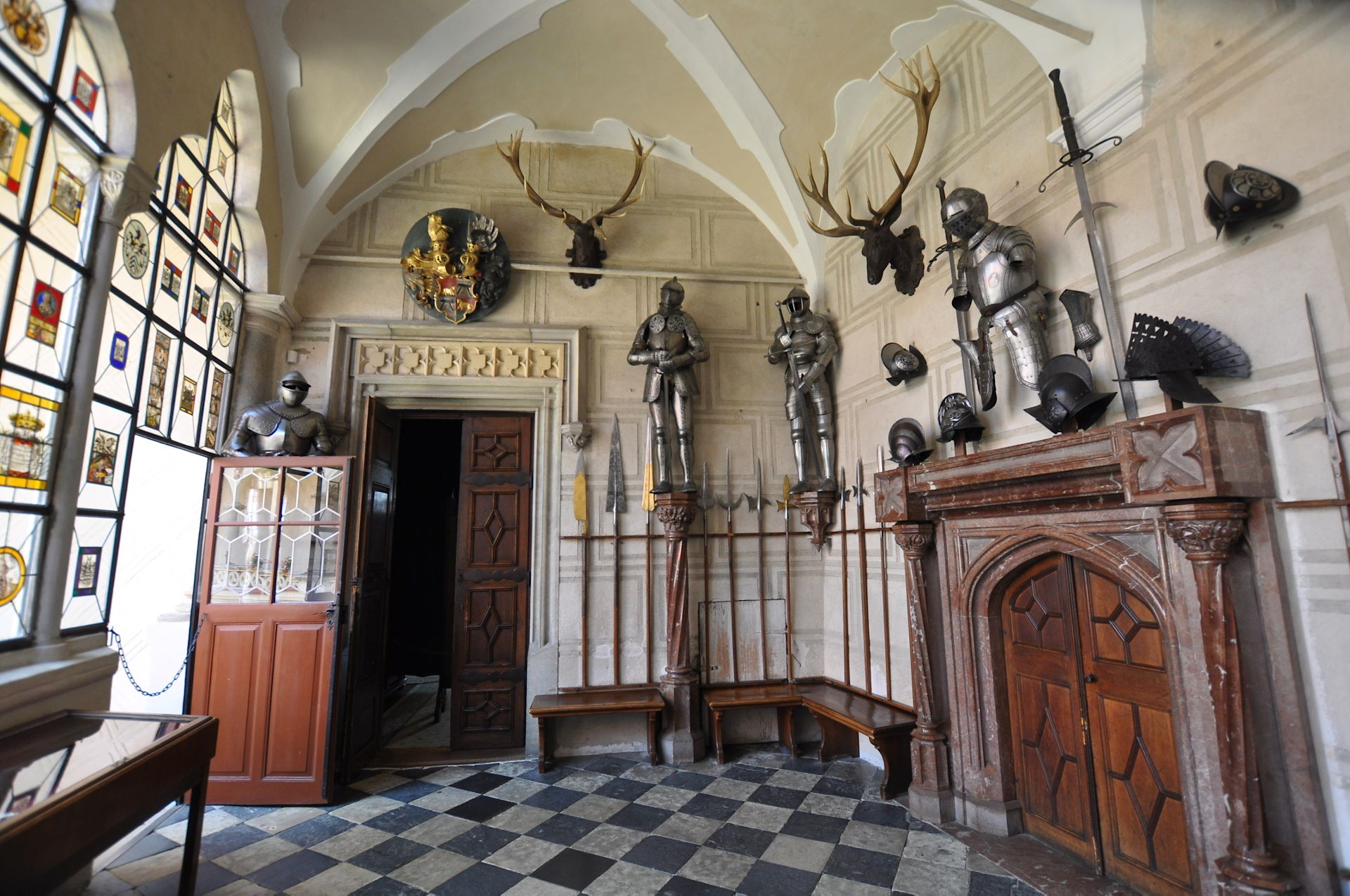
Sala z herbem Auerspergów
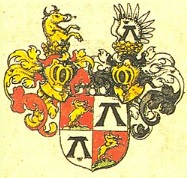
Herb von Auerspergów
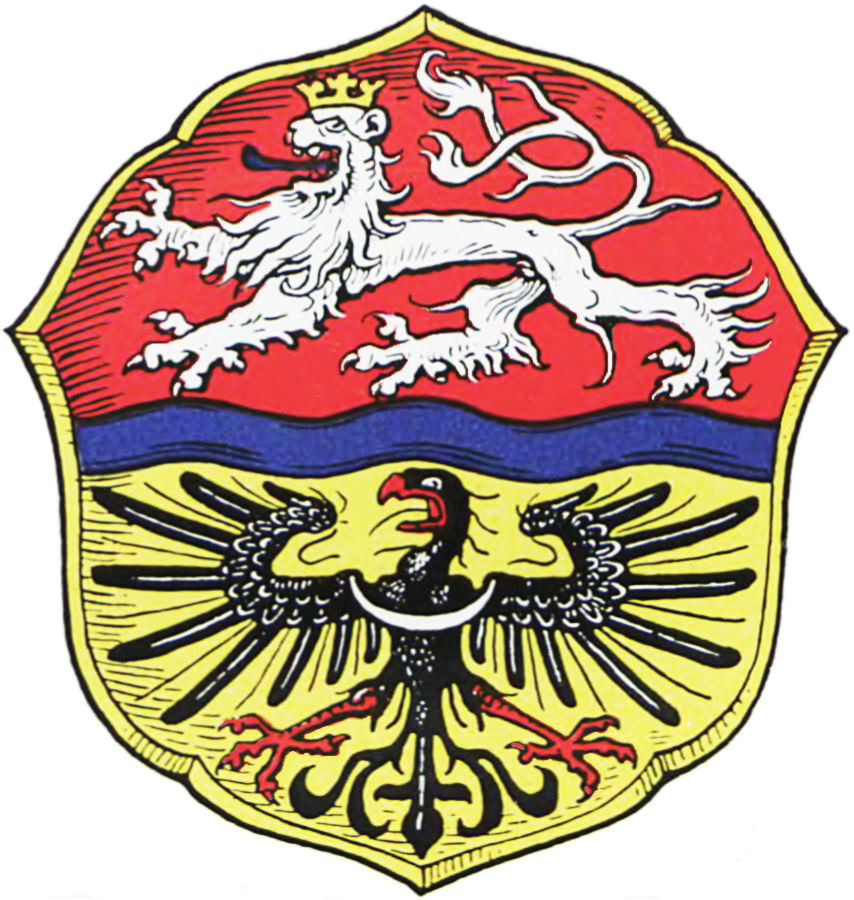
Herb von Frankenstein
Herb von Auerspergów